# قائمة الألوان (متضامة)
المقالة التالية تعرض قائمة متضامّة بالألوان المستخدمة في ويكيبيديا، مرتبةً هجائياً. بالتحويم فوق اللون تحصل على معلومات حول قيم ص ش ق، ح خ ز وثلاثية هيكس للون.

## قائمة الألوان

### أ
احمراري
استقلالي
الأحمر اللاذع 19
انصهاري الذهب
إمبراطوري
إيقاعي
أبنوسي
أبنوسي وردي
أبيض
أبيض الشبح
أبيض زهوري
أبيض عتيق
أبيض مضاد للإشعاع
أبيض نافاجو
أحمر
أحمر (ح ص ز)
أحمر (صباغ)
أحمر (مونسل)
أحمر (نظام الألوان الطبيعية)
أحمر الابنية
أحمر التفاح المحلى
أحمر التفاح المحلى الداكن
أحمر التفاح المحلى المتوسط
أحمر الروبين
أحمر السباق
أحمر الشيطان
أحمر الفالو
أحمر الفيراري
أحمر إنجليزي
أحمر أساسي
أحمر أوبسدل
أحمر باستيلي
أحمر باستيلي داكن
أحمر برتقالي
أحمر بندقي
أحمر بنفسجي
أحمر بنفسجي شاحب
أحمر بنفسجي متوسط
أحمر توسكاني
أحمر توسكاني عميق
أحمر توسكاني متوسط
أحمر جامعة أريزونا
أحمر جامعة بوسطن
أحمر جرار
أحمر حرس السواحل
أحمر داكن
أحمر ديبيان
أحمر صدئ
أحمر صيني
أحمر طوبي
أحمر غريزي
أحمر فارسي
أحمر قرمزي جامعة أوكلاهوما
أحمر كادميومي
أحمر كارمن
أحمر مرجاني
أحمر مطفئة الحريق
أحمر مغروي
أحمر نحاسي
أحمر هندي
أحمر ياقوتي
أخضر
أخضر (X11 أخضر)
أخضر (ح ص ز)
أخضر (صباغ)
أخضر (كريولا)
أخضر (مونسل)
أخضر (نظام الألوان الطبيعية)
أخضر الأطباق الطائرة
أخضر البحر
أخضر الشاي
أخضر الصياد
أخضر العصارة
أخضر الغابة
أخضر الغابة (تقليدي)
أخضر الغابة (جامعة الفلبين)
أخضر المكتب
أخضر الهند
أخضر إسلامي
أخضر إلكتروني
أخضر إنجليزي
أخضر أشني
أخضر أندرويد
أخضر باريس
أخضر باستيلي
أخضر باستيلي داكن
أخضر باكستاني
أخضر بحري خفيف
أخضر بحري داكن
أخضر بحري متوسط
أخضر براق
أخضر برونسويكي
أخضر تشارلستون
أخضر تفاحي
أخضر تمويهي
أخضر جامعة دي لا سالي
أخضر جامعة كاليفورنيا متعددة التقنيات
أخضر جامعة ولاية ميشيغان
أخضر جيشي
أخضر حذفي
أخضر خفيف
أخضر دارتموثي
أخضر داكن
أخضر دغلي
أخضر دغلي داكن
أخضر دغلي عميق
أخضر دغلي متوسط
أخضر ربيعي
أخضر ربيعي داكن
أخضر ربيعي متوسط
أخضر زيتوني داكن
أخضر سباقي بريطاني
أخضر سرخسي
أخضر شاحب
أخضر شمال تكساس
أخضر صنوبري
أخضر عشبي
أخضر غاري
أخضر فارسي
أخضر فيروزي
أخضر قاروري
أخضر كادميومي
أخضر كاريبي
أخضر كاستلتون
أخضر كيلي
أخضر ليمي
أخضر لينكولن
أخضر مزرق
أخضر مصفر
أخضر مضيء
أخضر منتصف الليل (أخضر النسر)
أخضر نابير
أخضر نعناعي
أخضر نفلي
أخضر نيوني
أخضر هوكر
أرجواني
أرجواني (X11)
أرجواني (مونسل)
أرجواني البالاتينات
أرجواني البحرية
أرجواني القلب
أرجواني إلكتروني
أرجواني باستيلي
أرجواني باستيلي خفيف
أرجواني باستيلي داكن
أرجواني تيري
أرجواني خزامي
أرجواني لآلئي
أرجواني متوسط
أرجواني مخل بالنفس
أرجواني ملكي
أرجواني هان
أرمد
أزرق
أزرق (ح ص ز)
أزرق (صباغ)
أزرق (كريولا)
أزرق (مونسل)
أزرق (نظام الألوان الطبيعية)
أزرق اردوازي
أزرق اردوازي داكن
أزرق اردوازي متوسط
أزرق الأمم المتحدة
أزرق البالاتينات
أزرق البحر
أزرق البحرية
أزرق التفوق الجوي
أزرق السماء
أزرق السماء الداكن
أزرق السماء الساطع
أزرق السماء العميق
أزرق السماء الفرنسي
أزرق العاشقين
أزرق القديس باتريك
أزرق الكرة
أزرق المسحوق
أزرق الملكة
أزرق الميز
أزرق الهونولولو
أزرق اليانكيس
أزرق إلكتروني
أزرق إلكتروني داكن
أزرق إلكتروني غني
أزرق إلكتروني متوسط
أزرق إمبراطوري
أزرق إمبراطوري داكن
أزرق إيتون
أزرق أكاديمية سلاح الجو الأمريكية
أزرق أليس
أزرق باستيلي
أزرق باستيلي داكن
أزرق بروسي
أزرق بنفسجي
أزرق بوندي
أزرق بيض أبي الحناء
أزرق بيض أبي الحناء الشاحب
أزرق تيفاني
أزرق جامعة أريزونا
أزرق جامعة أوكسفورد
أزرق جامعة براندايس
أزرق جامعة ديوك
أزرق جامعة كاليفورنيا، لوس أنجلوس
أزرق جامعة كامبريدج
أزرق جامعة ييل
أزرق جوي (القوات الجوية الأمريكية)
أزرق جوي (سلاح الجو الملكي)
أزرق حجر القمر
أزرق حذفي
أزرق حرس السواحل
أزرق حقيقي
أزرق خزامي
أزرق خفيف
أزرق داكن
أزرق رمادي
أزرق سافيري
أزرق سماوي
أزرق سماوي خفيف
أزرق سماوي متوسط
أزرق سيرولياني
أزرق شاحب
أزرق طفولي
أزرق عاصفي
أزرق عيني الطفل
أزرق فارسي
أزرق فارسي متوسط
أزرق فرنسا
أزرق فرنسي
أزرق فريق دودجر
أزرق فولاذي
أزرق فولاذي خفيف
أزرق فيروزي
أزرق قارب المحيط
أزرق قنطريوني
أزرق قنطريوني خفيف
أزرق قنطريوني شاحب
أزرق كاتالينا
أزرق كاديتي
أزرق كلين العالمي
أزرق لازوردي
أزرق لاضوئي
أزرق ماجوريل
أزرق مايا
أزرق متوسط
أزرق مسحوقي داكن
أزرق مصري
أزرق ملكي (تقليدي)
أزرق منتصف الليل
أزرق منتصف الليل الداكن
أزرق هان
أزرق هوائي
أسدي
أسود
أسود بارد
أسود دافئ
أسود غني
أسود فاحم
أسود مدخن
أشقر
أشقر شائع
أشقر مشرق
أصفر
أصفر (ح ص ز)
أصفر (طباعي)
أصفر (مونسل)
أصفر (نظام الألوان الطبيعية)
أصفر الأرض
أصفر التيتانيوم
أصفر الكناري
أصفر الكوبالت
أصفر انتقائي
أصفر إلكتروني
أصفر أريليد
أصفر باستيلي
أصفر برونزي
أصفر حافلة المدرسة
أصفر خفيف
أصفر خوخي
أصفر داكن
أصفر ذهبي
أصفر عصوي خفيف
أصفر كادميومي
أصفر كرومي
أصفر ليموني
أصفر متألق
أصفر مخضر
أصفر ملكي
أصفر موزي
أصفر ميكادو
أصفر هندي
أصفر يوسفي
أفوكادوي
أمازوني
أوليفيني
أومبرياوي
أومبرياوي محروق
أيلي
أيلي حذفي

### ب
باذنجاني
برتقالي
برتقالي (ح ص ز)
برتقالي (لون وب)
برتقالي الجزر
برتقالي الجزر العميق
برتقالي السلامة (برتقالي متوهج)
برتقالي الطيور الصفارية
برتقالي إسباني
برتقالي أحمر
برتقالي باستيلي
برتقالي بورتلاند
برتقالي جامعة تينيسي
برتقالي خوخي
برتقالي داكن
برتقالي زهري
برتقالي شنيع
برتقالي عالمي (الفضاء الجوي)
برتقالي عالمي (جسر البوابة الذهبية)
برتقالي عالمي (هندسة)
برتقالي فارسي
برتقالي فريق الجيانتس
برتقالي كادميومي
برتقالي متألق
برتقالي محروق
برتقالي مشاب
برتقالي مصفر
برسيموني
برعمي الربيع
برعمي الربيع الشاحب
برغوثي
برقي
برونزي
برونزي عتيق
برونزي منطلق
بطريركي
بطيخي بري
بلاتيني
بندقي الكستناء
بندقي الكستناء الداكن
بندقي الكستناء الشاحب
بندقي الكستناء العميق
بنفسجي
بنفسجي-أحمر متوسط
بنفسجي (ح ص ز)
بنفسجي (ويب)
بنفسجي إلكتروني
بنفسجي أحمر شاحب
بنفسجي باستيلي
بنفسجي داكن
بنفسجي ساطع
بنفسجي محمر
بنفسجي مزرق
بني
بني (تقليدي)
بني الخشب
بني السرج
بني اللحم
بني المتملقين
بني باستيلي
بني توسكاني
بني خفيف
بني داكن
بني ذهبي
بني رملي
بني شاحب
بني قضاعي
بني كاكاوي
بني متورد
بني محمر
بني ورودي
بورغندي
بورغندي قديم
بورغندي مشرق
بيزنطي
بيزنطي داكن

### ت-ح
تانجيلوي
ترابي
تربي
تربي داكن
تربي محروق
تفاحي جراني سميث
تملقي
توبازي
توبازي مدخن
توتي
توردي
توردي خزامي
توردي متلألئ
توسكاناوي
توسكاني
توليبي
توهجي الشمس
ثلجي
جاسبري
جرجيري معدني
جرسي أزرق
جزري نيوني
جزعي
جلدي الجاموس
جمشتي
جملي
جوزي الهند
حجري اللازورد
حذفي
حريري غير مبيض
حسائي
حمروي
حممي
حممي داكن

### خ
خاكي
خاكي (X11)
خاكي خفيف
خاكي داكن
خامي
خبازي
خبازي عميق
خبازي فرنسي
خبازي قديم
خروفي البحر
خزامي
خزامي (زهوري)
خزامي الشفق
خزامي إلكتروني
خزامي إنجليزي
خزامي داكن
خزامي شاحب
خزامي غني
خزامي قديم
خزامي لامع
خزامي لامع غني
خزامي مضيء
خزامي واهن
خشبي منشور
خشخاشي ذهبي
خشخاشي منثور
خفي
خلدي
خلدي أرجواني
خلدي خبازي
خلدي خفيف
خلدي داكن
خلدي رملي
خلدي شاحب
خلدي عميق
خلدي متوسط
خلدي وردي
خوخي (تقليدي)
خوخي (كريولا)
خوخي (ويب)
خوخي عميق
خوخي فارسي

### د-ر
دانتيلي قديم
دباغي
دباغي توسكاني
دباغي داكن
دخاني
دخاني أبيض
دنيمي
دودي قياس
ذروي
ذهبي (ذهبي)
ذهبي (معدني)
ذهبي القلب
ذهبي جامعة جنوب كاليفورنيا
ذهبي جامعة كاليفورنيا
ذهبي جامعة كاليفورنيا، لوس أنجلوس
ذهبي شاحب
ذهبي قديم
ذهبي لاس فيجاس
ذهبي لامع أطلسي
ذهبي وردي
ذئبي
راجوي
راسيتي
رأسي الموت
رقيبي الشمس
رمادي
رمادي (X11 رمادي)
رمادي اردوازي
رمادي اردوازي خفيف
رمادي اردوازي داكن
رمادي الأخشاب
رمادي البوارج
رمادي العربة
رمادي الميدان
رمادي بارد
رمادي باستيلي
رمادي خافت
رمادي خزامي
رمادي خفيف
رمادي خلدي
رمادي دافي
رمادي داكن
رمادي كاديتي
رمادي مزرق
رمادي مزرق داكن
رملي
رملي الصحراء
رملي فضي
رواسبي النبيذ

### ز
زبرجدي
زبرجدي متوسط
زرنيخي
زعفران
زعفراني عميق
زعفري
زمردي
زمردي مضيء
زنجاري
زنجبيلي
زنجفري
زنجفري متوسط
زهري
زهري التانجو
زهري الحافة
زهري الحلوى السكرية
زهري الدغدغة
زهري الصين
زهري الفوة
زهري القرنفل
زهري الكونغو
زهري الملكة
زهري النحام
زهري إزهار الكرز
زهري باستيلي
زهري بيكر-ميلر
زهري ثولي
زهري ثولي خفيف
زهري خزامي
زهري خفيف
زهري خنزيري
زهري داكن
زهري ساخن
زهري سحري
زهري سلموني
زهري سلموني خفيف
زهري شاحب
زهري صادم
زهري صادم (كريولا)
زهري طفولي
زهري عليقي
زهري عميق
زهري فارسي
زهري فاندانغوي
زهري فائق
زهري فضي
زهري فوشي
زهري فوشي خفيف
زهري كارمن
زهري كارمن العميق
زهري كارمن خفيف
زهري كرزي
زهري متألق
زهري متورد
زهري مرجاني
زهري مضيء
زهري مكسيكي
زهري مونتباتن
زهري نيويورك
زهري وردي
زيتوني
زيتوني أسود
زيتوني باهت#3
زيتوني باهت#7
زيتوني مبيض

### س-ظ
سافيري
سافيري أزرق
سانجرياوي
ستري أسود الجلد
سحلبي
سحلبي خفيف
سحلبي داكن
سحلبي متوسط
سحلبي متوسط خفيف
سحلبي مشرق
سرعوفي
سقفي
سقلاتي
سقلاتي (كريولا)
سقلاتي داكن
سلموني خفيف
سلموني داكن
سوسني
سيان
سيان (طباعي)
سيان إلكتروني
سيان خفيف
سيان داكن
سيبياوي
سيروليان
سيروليان داكن
سيروليان شاحب
سيروليان مضيء
سيكوياني
سينوبي
شامباني
شامباني عميق
شامباني متوسط
شامبوي
شاهقي
شمامي
شوكولاتي
شوكولاتي (تقليدي)
شوكي
شيفوني ليموني
صابوني
صبغة خشب الزان
صحراوي
صدأي
صدفي
صفروي
صقيعي سيرولياني
صندوقي العدة
vlgd
رملي فرنسي
طحلبي بحري معدني
طماطمي
طوبي
طيني نضيج
طيني نضيج داكن
ظلي

### ع-غ
عاجي
عاصفي الرمل
عاصفي الغبار
عرق سوسي
عصوي الذهب
عصوي الذهب الداكن
عصوي الذهب الشاحب
عصيري زهري
عظمي
علكي
عليقي
عليقي داكن
عليقي فرنسي
عمبري خام
عناقي
عنبي
عنبي بري
عيني النمر
غابي استوائي
غروبي الشمس
غزلي البنات
غيمي العاصفة

### ف-ق
فاصولي أسود
فاندانغوي
فانيلي
فانيلي داكن
فحمي
فراولي
فراولي بري
فستقي
فضائي خارجي
فضي
فضي روماني
فضي شاحب
فضي صوتي
فضي قديم
فقاعي
فلدسباري
فلوكسي
فوشي
فوشي (كريولا)
فوشي الموضة
فوشي عتيق
فوشي عميق
فوشي ملكي
فوشي نيوني
فوق الزهري
فيروزي داكن
فيروزي شاحب
فيروزي متوسط
فيروزي مضيء
قراصياوي
قرطبي
قرعي
قرفي
قرمزي
قرمزي الأليزارين
قرمزي إسباني
قرمزي إلكتروني
قرمزي جامعة كانساس
قرمزي جامعة هارفارد
قرمزي جامعة يوتا
قرمزي خفيف
قشدي
قشدي نعناعي
قشري البرتقال
قشري البيض
قشي
قطبي
قطيفي
قماشي الكتان
قمحي
قندسي
قنطريوني
قهوي
قهوي اللبن
قهوي عميق

### ك
كابري
كاديتي
كاديتي الفضاء
كاردينالي
كاردينالي جامعة كاليفورنيا
كارمن
كارمن إسباني
كارمن تصويري
كارمن شاحب
كارمن عميق
كارمن غني
كارمن متوسط
كاري ليموني
كأسي فضي
كبدي
كتاني
كرتوزي
كرتوزي (تقليدي)
كرزي
كرزي عميق
كرزي مشرق
كرزي هوليوود
كستنائي
كستنائي (X11)
كستنائي (كريولا)
كستنائي غني
كستنائي مضيء
كلاريتي
كمبوجي
كمثري
كهرماني
كهرماني (غمازات وسائل النقل)
كوارتزي
كوارتزي وردي
كوبالتي
كوزي العسل

### ل-م
لاتيهي كوني
لازوردي
لازوردي إلكتروني
لازوردي ضبابي (وب)
لازوردي ملكي
لهيبي
لوزي
لؤلؤي
لؤلؤي زهري
ليلاكي
ليلاكي عميق
ليلاكي غني
ليلاكي فرنسي
ليموني
ليموني عميق
ليموني ليزري
ليموني مر
ليمي
ليمي (X11 أخضر)
ليمي إلكتروني
ليمي فرنسي
ليمي ليموني
ليمي مر
ماجنتاوي سماي
ماجنتي
ماجنتي (بانتون)
ماجنتي (صبغ)
ماجنتي (طباعي)
ماجنتي (كريولا)
ماجنتي باستيلي
ماجنتي بعادي
ماجنتي خزامي
ماجنتي خزامي متوسط
ماجنتي داكن
ماجنتي ساخن
ماجنتي شاحب
ماجنتي عميق
مالاكايتي
ماهوغاني
مائي
مائي شاحب
مائي لؤلؤي
متورد
مخفوقي البابايا
مرجاني
مرجاني خفيف
مرجاني داكن
مرجي الجبل
مسحوقي الطفل
مسكراتي وردي
مشمشي
مشمشي خفيف
مصفر
معدني
مغروي
مغنولي
موزي مجنون

### ن-هـ
نبيذي
نبيذي فرنسي
نحاسي
نحاسي (كريولا)
نحاسي أصفر
نحاسي شاحب
نحاسي عتيق
نحاسي كيني
نرجسي أسلي
نرجسي كاذب
نعناعي
نعناعي سحري
نيلي
نيلي (صبغ)
نيلي إلكتروني
نيلي خزامي
نيلي فارسي
هليوني
هليوني رمادي
هندبائي
هوائي طلق

### و-ي
وردي
وردي الأسواق
وردي الشاي (برتقالي)
وردي الشاي (وردي)
وردي الصين
وردي العليق
وردي الوادي
وردي امريكي
وردي بلغاري
وردي تركي
وردي خزامي
وردي ضبابي
وردي فارسي
وردي فرنسي
وردي فوشي
وردي قديم
وردي قرانيا
وردي كلاسيكي
وردي لامع
وردي مبهر محير
وردي مصفر
وردي نحاسي
وستاري
ياسميني
ياقوتي
ياقوتي عتيق
ياقوتي عميق
ياقوتي متوسط
يخضور
يشبي
يوروبيليني
يوسفي
يوسفي داكن
يوسفي ذري
يوسفي ساطع
يوكاليبتوسي

## وصلات خارجية
- قائمة الألوان حسب الاسم